# Лбов, Фёдор Алексеевич
Фёдор Алексеевич Лбов (23 июня 1895 — 18 марта 1976) — почётный радист СССР. Почётный член общества имени А. С. Попова, один из первых советских радиолюбителей.

## Биография
Родился 23 июня 1895 года.
Окончил реальное училище, работал бухгалтером, секретарем, управляющим делами, лаборантом в НРЛ (Нижегородская радиолаборатория), был первым отечественным радиолюбителем — коротковолновиком. Принимал активное участие в организации в Нижнем Новгороде областного радиовещания, любительского и Горьковского государственного телецентра.
Работал по приглашению профессора М. А. Бонч-Бруевича лаборантом в Нижегородской радиолаборатории. Его особенно интересовало всё, связанное с радиоволнами длиной волны короче 200 м (короткими волнами), считавшимися в те годы непригодными для радиосвязи и радиовещания и отданными для экспериментов радиолюбителям. Занялся постройкой собственного коротковолнового радиопередатчика. Никаких законодательных норм относительно любительских передатчиков в СССР тогда ещё не было (постановление Совнаркома о радиостанциях частного пользования вышло только в январе 1926 года). Лбов заручился согласием губернского исполкома на «устройство любительской радиотелефонной станции с передатчиком мощностью не более 1/2 лошадиной силы», позывной для своей радиостанции придумал сам — Р1ФЛ, что означало «Россия, первая, Федор Лбов». В ночь на 15 января 1925 года он вместе со своим сослуживцем В. М. Петровым (Петров работал на ключе) впервые вышли в эфир: «Всем, всем! Здесь Р1ФЛ. Сообщите о слышимости, Россия, Нижний Новгород, Новая, 40». Приёмник у Лбова еще не был готов, услышать ответные сигналы Лбов и Петров не могли, поэтому передавали в эфире свой почтовый адрес. Через сутки пришла телеграмма: «Вы громки на 96 метрах, буду слушать в 18:00 по Гринвичскому времени».
Одно было неясно, откуда пришла депеша, не был указан обратный адрес. В названный час снова вышли в эфир. 19 января почтальон принес телеграмму о приеме из Шергата, что вблизи Моссула (Ирак), примерно в 2300 км по прямой от Нижнего Новгорода.
25 января сигнал от Лбова и Петрова принял радиолюбитель из-под Парижа инженер Лекроа (более 2800 км от Нижнего). Когда был, наконец, построен приёмник, начались двусторонние связи, в том числе межконтинентальные. М. А. Бонч-Бруевич поздравил молодых испытателей с установлением первого всесоюзного рекорда по сверхдальней связи на коротких волнах..
Скончался 18 марта 1976 года. Похоронен на Красном кладбище.